# 劉予
劉 豫（りゅう よ）は、中国北宋末の官僚、金朝の傀儡国家である斉（劉斉）の皇帝。字は彦遊。

## 略歴
永静軍阜城県の農民出身。元符3年（1100年）に進士に及第し、宋朝に官僚として仕えた。靖康元年（1126年）、靖康の変により宋は女真族の金軍によって都の開封を制圧され、滅亡する。劉豫は済南府知府に任命され、済南府を守備したが、建炎2年（1128年）に金軍の侵入に対し、降伏する。
当時、金朝は山東・河南方面に広く軍事行動を展開していたが、旧北宋支配下の漢族を直接統治する自信がなく、靖康2年（1127年）に北宋の宰相であった張邦昌を皇帝として、金朝の傀儡国家としての「大楚」を建て、旧北宋の支配地域の間接統治にあたらせようとした。しかし、張邦昌は北宋の最後の皇帝欽宗の弟の趙構（高宗）を皇帝として宋（南宋）を再興することに協力し、後に殺された。
そこで金朝は建炎3年（1129年）3月、劉豫を東平府へ移し、京東西淮南等路安撫使に任じて大名府・開州・徳州・濮州・浜州・博州・棣州・滄州などを治めさせた。建炎4年（1130年）7月、粘没喝（完顔宗翰）の画策により、劉豫を皇帝として傀儡国家を建てることとなり、国号を「斉」、都を大名府とした。劉豫は9月9日に皇帝として即位したが、年号は金朝の正朔を奉じ、天会8年とした。百官を定めた後に東平府に移り、生母の翟氏を皇太后、側室の銭氏を皇后となした。11月には阜昌元年と改元し、子の劉麟を尚書左丞・諸路兵馬大総管とする。阜昌3年（1132年）にはさらに陝西も封土に加えられ、都を汴京（開封府）に移す。尚書省や六部を設け、徴兵を行い、十分の一税を施行、法律を定め銭の鋳造や交鈔の発行、各地に横行する匪賊の類いを丸ごと抱えこむ、科挙以外の官吏登用ルートを創設するなど意欲的な政策を行ったため、南宋から斉に赴き仕えたという例も出た。
金朝の元帥府使蕭慶が汴京に赴き、劉豫と南宋攻略の相談をした際には、劉豫は宋軍の内情を詳らかに報告したり、宋軍の将軍の内応を図るなどの工作を行うが、劉豫・劉麟父子は実戦面では全く活躍できず、かえって人心を失い、次第に金・宋戦争は膠着状態に陥ったため、金は劉豫の存在価値を低くみるようになっていった。そこへ阜昌8年（1137年）に劉豫の後ろ盾であった粘没喝が失脚したことで、斉不要論が圧倒した。同年、斉はわずか8年で廃止されることとなった。
劉豫は蜀王に格下げされ、後に臨潢府に移される。皇統3年（1143年）、曹王に封ぜられた。皇統6年（1146年）に没した。
なお、斉の領土は、いったん金朝の支配下に入り、天眷2年（1139年）に南宋に返還されたが、皇統2年（1142年）の紹興の和議で再び正式に金朝領に組み入れられた。

## 伝記史料
- 『宋史』巻475 列伝第二百三十四 叛臣上 劉豫伝
- 『金史』巻77 列伝第十五 劉豫伝